# Grotte de Cassegros
La grotte de Cassegros, ou grotte de Laguiraudenque, est une grotte ornée de quelques peintures et gravures pariétales, située dans la commune de Trentels, en Lot-et-Garonne, en France. Elle a été occupée principalement au Badegoulien. C'est la seule grotte ornée du Lot-et-Garonne.

## Géologie
La grotte, formée durant la période interglaciaire de l'Éémien, reste fermée durant cette période. Elle s'ouvre partiellement au début de la glaciation de Würm et est alors sporadiquement occupée par des animaux puis par l'Homme. La partie proche de l'entrée s'effondre ensuite vers la fin de la glaciation de Würm, permettant l'entrée de la lumière dans la grande salle et une occupation durable au Badegoulien.

## Historique
La grotte a été utilisée sporadiquement jusqu'au Moyen-Âge comme refuge ou lieu de sépulture.
Elle a été inscrite au titre des monuments historiques en 1996. Elle est la propriété d'une personne privée et ne se visite pas.

## Description
La grotte est formée d'une petite salle à l'entrée, d'une galerie menant à une grande salle, puis une petite salle baptisée salle du Puits, et à nouveau une grande galerie. Il existe également des niveaux plus profonds.

## Occupation
Les couches stratigraphiques montrent une occupation qui va du Solutréen récent au Magdalénien ancien (couche teintée par de l'ocre rouge qui semble identique à celle de la peinture). De nombreux outils lithiques ont été découverts dans la grotte, notamment des raclettes, typiques du Badegoulien (d'environ 20 500 à 18 000 ans avant le présent). Une partie des vestiges archéologiques sont conservés au Musée national de Préhistoire, aux Eyzies. 

## Art pariétal
On note une représentation d'une tête d'animal quadrupède (peut-être un bouquetin) à l'ocre rouge dans la galerie, une tête de cheval noir et une série de gravures non figuratives dans la salle du Puits. Ces peintures sont en partie masquées par le dépôt de calcite sur les parois.